# Nemesia kahmanni
Espèce
Nemesia kahmanni est une espèce d'araignées mygalomorphes de la famille des Nemesiidae.

## Distribution
Cette espèce est endémique de Sardaigne en Italie. Elle se rencontre sur le Monte Limbara.

## Description
Le mâle holotype mesure 10,0 mm.

## Étymologie
Cette espèce est nommée en l'honneur d'Herman Kahmann de l'université Louis-et-Maximilien de Munich.

## Publication originale
- Kraus, 1955 : Spinnen von Korsika, Sardinien und Elba (Arach., Araneae). Senckenbergiana Biologica, vol. 36, no 5/6, p. 371-394.